# Kellyville
Kellyville és un poble dels Estats Units a l'estat d'Oklahoma. Segons el cens del 2000 tenia 906 habitants.

## Demografia
Segons el cens del 2000, Kellyville tenia 906 habitants, 349 habitatges, i 258 famílies. La densitat de població era de 402,1 habitants per km².
Dels 349 habitatges en un 33,5% hi vivien nens de menys de 18 anys, en un 53,3% hi vivien parelles casades, en un 14,9% dones solteres, i en un 25,8% no eren unitats familiars. En el 23,5% dels habitatges hi vivien persones soles l'11,2% de les quals corresponia a persones de 65 anys o més que vivien soles. El nombre mitjà de persones vivint en cada habitatge era de 2,6 i el nombre mitjà de persones que vivien en cada família era de 3,03.
Per edats la població es repartia de la següent manera: un 26,4% tenia menys de 18 anys, un 10,5% entre 18 i 24, un 27,7% entre 25 i 44, un 22,5% de 45 a 60 i un 12,9% 65 anys o més.
L'edat mediana era de 35 anys. Per cada 100 dones de 18 o més anys hi havia 87,9 homes.
La renda mediana per habitatge era de 30.688 $ i la renda mediana per família de 32.297 $. Els homes tenien una renda mediana de 27.639 $ mentre que les dones 18.229 $. La renda per capita de la població era d'11.978 $. Entorn del 9,2% de les famílies i el 12,3% de la població estaven per davall del llindar de pobresa.

## Poblacions més properes
El següent diagrama mostra les poblacions més properes.